# Sándorffi József
Sándorffi József, névváltozatok: Sándorffy, Sándorfi (Hegyközújlak, Bihar megye, 1767. április 20. – Nagyvárad, 1824. november 30.) orvosdoktor, megyei főorvos, költő, lapszerkesztő, mecénás.

## Élete
Hegyközújlakon született, ahol apja, Sándorffi Péter református lelkész volt, aki fiát előbb Váradra, majd Debrecenbe vitte taníttatni. Midőn a gimnáziumot és bölcseletet elvégezte, orvosi pályára határozta el magát. Az orvosi tudományok elsajátítása végett Bécsbe ment, ahol tanulmányai mellett minden alkalmat fölhasznált, hogy a magyar nyelvnek ezen újraébredése korszakában megismerkedjék azokkal a Bécsben élő magyar írókkal, akik a 18. század utolsó tizedében legtöbbet tettek a magyar irodalom felvirágzására; ő maga is verseket írt az ottani magyar hírlapokba, a magyar nemzeti nyelvet, öltözetet, hazafiságot magasztalva s minden sorában a hazafiságot dicsőítve. 
Orvosi oklevele elnyerése után Bécsben volt gyakorló orvos. 1798-ban a jénai mineralogiai társaság tagjának választotta. 1802-ben az Orvosi és Gazdasági Tudósítások című folyóiratra hirdetett előfizetést, melyből 1803 elején már néhány ív meg is jelent. Azonban 1804 júniusában Bihar megyében rendes megyei orvosnak kinevezték 600 forint évi fizetéssel és ekkor Nagyváradra költözött. 1805-ben Bihar megye rendei táblabíróvá választották. Ekkor írta Sándorffi gróf Rhédey installációjára A bakter című költeményét, mely arról nevezetes, hogy mindazon versek között, melyeket valaha poéták írtak, ez volt a legfényesebben, ugyanis 10 000 forinttal jutalmazva. (Kivonatát K. Nagy Sándor közli.) 
Sándorffi igen népszerű ember volt, nemcsak gyógyítani hordták szerteszét a megyében, hanem boldog volt az a szülő, aki megnyerhette gyermekének keresztapjául és Sándorffi ritkán utasította vissza az ilyen «megtiszteltetést». Nemes jellemét bizonyítja azon tette, hogy midőn őt a sors magasra emelte, gondoskodott arról, hogy a papok árvái és özvegyei némi segélyhez juthassanak szomorú sorsukban; e célból fölállította a «Pap-özvegy és gyámintézetet», alapul adván erre a bihari református egyházmegyének 260 rénes forintot. Aki ily sokat tett a társadalomért, aki így rajongott a nemzetiségért, az nem maradhatott közönyös a magyar színészet iránt, mely akkor leghatalmasabb eszköz volt a művelődés és magyar nyelv terjesztésére. Mindjárt pályája kezdetén kimutatta rokonszenvét a színészet iránt, az 1813. évtől kezdve egész haláláig hivatalán és orvosi gyakorlatain kívül egészen annak szentelte életét. Gulácsi Antaltól, aki ekkor a színész társaságot vezette, átvette a színtársaságot összes felszereléseivel; az 1814. február 1-jén kötött szerződés szerint Sándorffi 1280 rénes forintot fizetett a jogért és felszerelésért; az egész könyvtárban 80 kötetet, vagyis 300 színdarabot talált; megszerezte gróf Waldstein Emanueltől, a gróf Károlyi árvák teljhatalmazottjától, azon teátrumi készületeket is, melyeket a gróf már előbb Debrecennek átengedett. 
1818. október 28-án megvette Sándorffi gróf Rhédey Lajostól a nagypiaci házát és ettől kezdve ott tartattak a színi előadások. Sándorffi a szinésztársaságot fölváltva Debrecenben is játszatta, mégis sokat kellett küzdenie a mostoha viszonyokkal, úgy hogy midőn 1821-ig a színtársaság javára már 32 659 forint 53 koronát adogatott ki és több mint 88 000 forint értékű vagyonát a közjóra áldozta, zilált anyagi viszonyok közé jutott, de máskülönben el is betegesedett. 1824 júliusában a színügy vezetését a híres Beöthy Ödönnek kínálta 2500 forintért az összes fölszereléssel együtt; de Beőthy Ödön nem fogadta el. Sándorffi még azon év november 30-án meghalt Nagyváradon. (Sírkő-feliratát K. Nagy Sándor közli.)
Költeményei a Magyar Kurirban (1798. 29. sz. A magyar Minerva kesergése gróf Teleki Domokos halálára, czikke 1801. II. 30., 34. sz. A himlő veszedelméről) jelentek meg; írt még verseket a Magyar Hirmondóba (melynek szerkesztésében is részt vett) és az Uj Bécsi Magyar Muzsába is; ilyenek: Gróf Teleki Sámuelné, szül. iktóri Bethlen Susánna halálára, Héczei Gáborhoz és az Ujj esztendei ajándék; egy verse a Hebeben is megjelent (1826).
Arcképe: olajfestés 1824. november 21., amint halála előtt 9 nappal receptet ír más beteg számára (Grósz Albert orvos birtokában).
Nevét Sándorffynak is írják.

## Munkái
- Eleven lefestése a magyar nemzetnek. Bécs, 1794 (Költemény. Ujesztendei ajándék cz. újra 1enyomatott Marosvásárhelyt 1794)
- Poétai botanika. Nevezetessen a poéták elmés költeményjeikbe bécsúszott neveik, melyeket, két nemes Linné szerént különböző házakban lakni szokott pálma-fáknak, e folyó esztendőbenn, September 14-dik napjánn lett szerentsés egybe-keléssekenn vett örömébenn szedett ezen versekbe. Bécs, 1795

Levelei Nagy István ref. paphoz. Nagyvárad, 1807. okt. 29. (K. Nagy Sándor, A váradi szinészet 27. l.)